# Put Your Hands Up (If You Feel Love)
„Put Your Hands Up (If You Feel Love)“ je píseň australské popové zpěvačky Kylie Minogue, která byla vydána na jejím jedenáctém studiovém albu Aphrodite (2010). Píseň vyšla jako poslední singl alba 29. května 2011. Jejími autory jsou Finlay Dow-Smith, Miriam Nervo a Olivia Nervo a producenty jsou Starsmith a Stuart Price.

## Formáty a seznam skladeb
Digital EP 1
1. "Put Your Hands Up (If You Feel Love)" – 3:38
2. "Put Your Hands Up (If You Feel Love)" (Pete Hammond Remix) – 7:54
3. "Put Your Hands Up (If You Feel Love)" (Basto's Major Mayhem Edit) – 3:00
4. "Put Your Hands Up (If You Feel Love)" (Live from Aphrodite/Les Folies) – 3:49
5. "Silence" – 3:42

Digital EP 2 / CD singl
1. "Put Your Hands Up (If You Feel Love)" – 3:39
2. "Put Your Hands Up (If You Feel Love)" (Pete Hammond Remix Radio Edit) – 3:35
3. "Put Your Hands Up (If You Feel Love)" (Pete Hammond Remix) – 7:55
4. "Cupid Boy" (Live from London) – 5:34
5. "Cupid Boy" (Stereogamous Vocal Mix) – 6:59

The Remixes digital EP
1. "Put Your Hands Up (If You Feel Love)" (Nervo Hands Up Extended Club Mix) – 6:57
2. "Put Your Hands Up (If You Feel Love)" (Basto's Major Mayhem Mix) – 5:22
3. "Put Your Hands Up (If You Feel Love)" (Basto's Major Mayhem Dub) – 5:50
4. "Put Your Hands Up (If You Feel Love)" (Bimbo Jones Remix) – 6:02
5. "Put Your Hands Up (If You Feel Love)" (Pete Hammond Remix Edit) – 4:37

## Hitparáda
| Země                | Umístění |
| ------------------- | -------- |
| Austrálie           | 50.      |
| Belgie (Flandry)    | 36.      |
| Rakousko            | 38.      |
| Velká Británie      | 93.      |
| Hot Dance Club Play | 1.       |